# أيه بي إم-1 جالوش
كان الصاروخ A-350 ( GRAU 5V61)  (لقب تعريف الناتو الصاروخ ABM-1 Galosh) صاروخًا أرض-جو سوفيتيًا مضادًا للصواريخ الباليستية مزودًا برؤوس نووية.  كان أيه-350 أحد مكونات نظام الصواريخ المضادة للصواريخ الباليستية أيه-35.  وكانت مهمته الأساسية تدمير الصواريخ الباليستية العابرة للقارات الأمريكية من طراز مينتمان وتيتان التي تستهدف موسكو.
طُرح صاروخ A-350 في ستينيات القرن العشرين، وزود بتوجيه راداري شبه نشط ميكانيكي التوجيه. وكان يحمل رأسًا نوويًا عالي القدرة، يضاهي صاروخ نايكي زيوس الأمريكي.
قُدم صاروخ A-350R (الاسم الذي يطلقه حلف شمال الأطلسي ABM-1B) مع نظام الصواريخ المتقدم A-35M ودخل الخدمة خلال عام 1978. اختُبر هذا النظام في منشأة الإطلاق ساري شاجان بخمس رحلات تجريبية خلال أعوام 1971 و1976 و1977، مع اختبارين آخرين خلال عامي 1993 و1999.
كان الجيل التالي من الصواريخ، قُدم مع نظام A-135 ABM، هو 53T6 (سبعينيات القرن العشرين) و51T6 (ثمانينيات القرن العشرين).

## التصميم

قاذفة أيه350

كان تصميم أيه-350 ثلاثي المراحل يعمل بالوقود الصلب، ويصل مداه إلى أكثر من 300 كيلومتر. وقد حُسن بإضافة مرحلة ثالثة قابلة لإعادة التشغيل تعمل بالوقود السائل، مما حسّن قدرات ما بعد الإطلاق وإعادة الاستهداف تحسينًا ملحوظًا. تُطلق صواريخ أيه-350 من منصات إطلاق فوق الأرض.
صُمم الصاروخ من قبل المصمم الرئيس لمكتب إم كي بي فاكل بيتر جروشين.
كان النظام مزودًا بأنظمة رادار متعددة خلال مراحله المختلفة، بما في ذلك رادار دون-2 إن ونظامي الإنذار المبكر رادار دنيستر، وأنظمة رصد الأهداف رادار دوناي. صُمم صاروخ أيه-350 المزود بالرادار من قبل كبير المصممين، كي بي كيسونكو.

### أنظمة الرادار
كانت فكرة هذا النظام حماية موسكو من هجوم نووي أمريكي. بدأت الحكومة السوفيتية دراساته عام 1958 بتصميمات أولية من المصمم العام كي بي كيسونكو . ثم نُقلت المزيد من التصاميم والتطوير إلى معهد فيمبل للتقنية النووية. اختُبرت أنظمة الرادار باستخدام رادار البحث أحادي الاتجاه دونا-3 ورادار البحث متعدد الاتجاهات دوناي-3 يو بزاوية 360 درجة، اللذين صممهما في بي سوسولنيكوف وأ. إن موساتوف على التوالي. وتضمن نظام رادارات أكثر تطورًا، وهو نظام دون-2 إن ؛ الذي يضم رادارات الإنذار المبكر بعيدة المدى دون-2 إن ودنيستر (أسماء الكود الخاصة بحلف شمال الأطلسي بيل بوكس وهين هاوس ) ذات مدى 6000 كلم، ورادارات اكتساب الأهداف قصيرة المدى Dunay-3M وDunay-3U (الأسماء الرمزية لحلف شمال الأطلسي Dog House و Cat House)، والتي يصل مداها إلى 2800 كلم.

### الرأس الحربي للصاروخ
تطور صاروخ A-350 خلال فترة من النمو والتعديلات. وشمل التحديث A-350Zh محسن أُجريت عليه اختبارات عام 1973. وفي النهاية، تغير التصميم مرة أخرى بهياكل مقواة ضد الإشعاع، ليصبح A-350R في المرحلة الثانية من النشر عام 1974.

## البناء

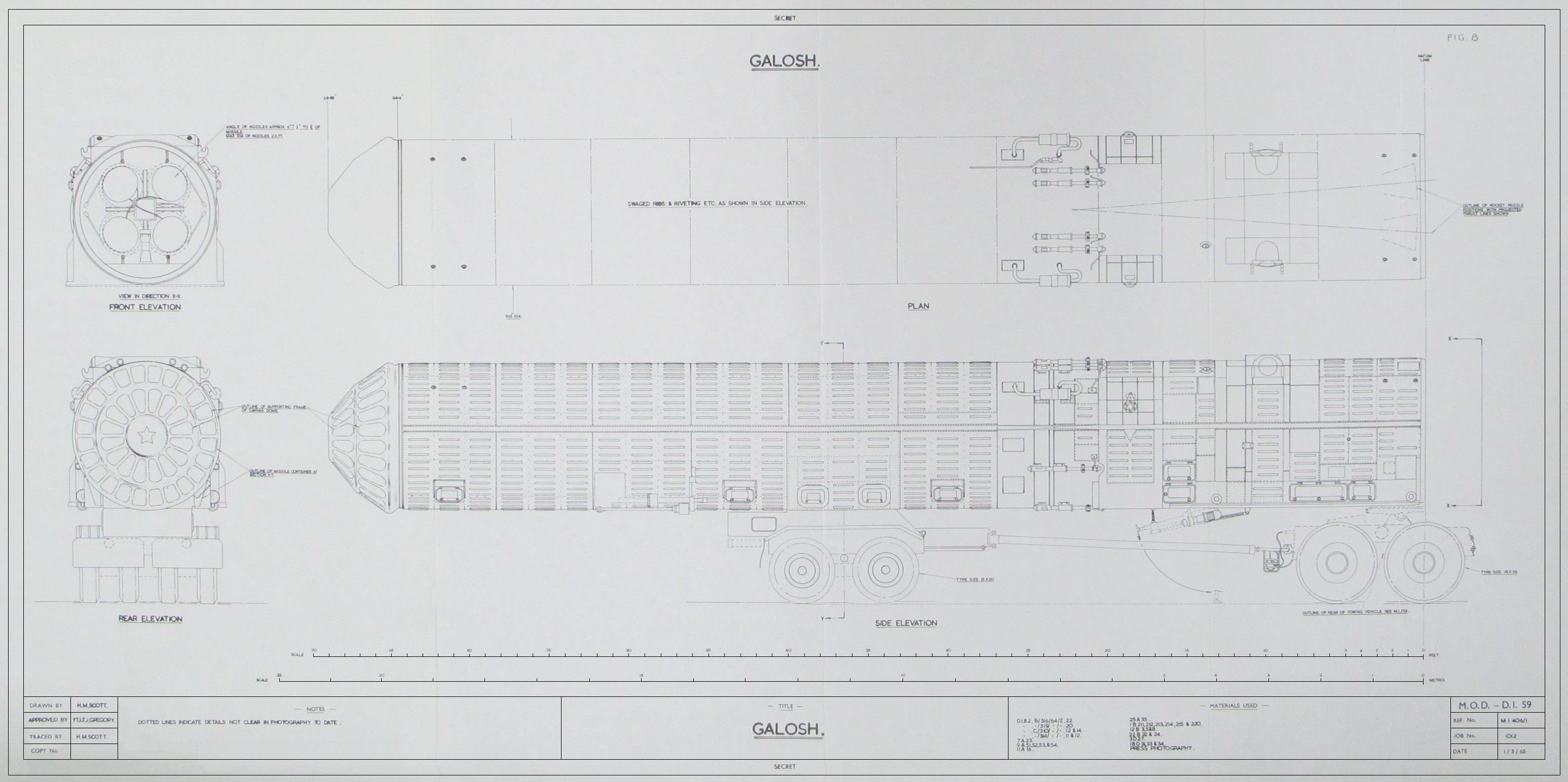
رسم تخطيطي رُفعت السرية عنه عن وزارة الدفاع البريطانية مبني على صور عيد العمال في الساحة الحمراء ومصادر استخباراتية أخرى.

بدأ بناء نظام A-35 عام 1962 بستة عشر موقعًا رئيسيًا، بما في ذلك مركز قيادة، ومنشآت رادار، ومنصات إطلاق صواريخ تتسع ل8 إلى 16 قاذفة. عُدلت بعض المواقع الحالية لنظام إس-25 بيركوت القديم. من المواقع المعروفة: نارو-فومينسك ، وأولينيجورسك، وسكروندا، وأنجارسك، ونيكولاييف، وساري شاجان.
نُصبت رادارات المصفوفة الطورية لرادارات دوناي في نارو-فومينسك. يُضاهي هذا النظام رادارات PAVE PAWS الأمريكية ضمن برنامجي Sentinel وSafeguard ABM.
تغيرت خطة البناء عدة مرات، مع تغيير المواقع والقطاعات والأرباع وعدد منصات الإطلاق. واكتمل النظام في 8 مواقع بإجمالي 64 منصة إطلاق، مع اكتمال 4 مراكز رادار رئيسية.

## نظام A-35M المتقدم (ABM-1B)

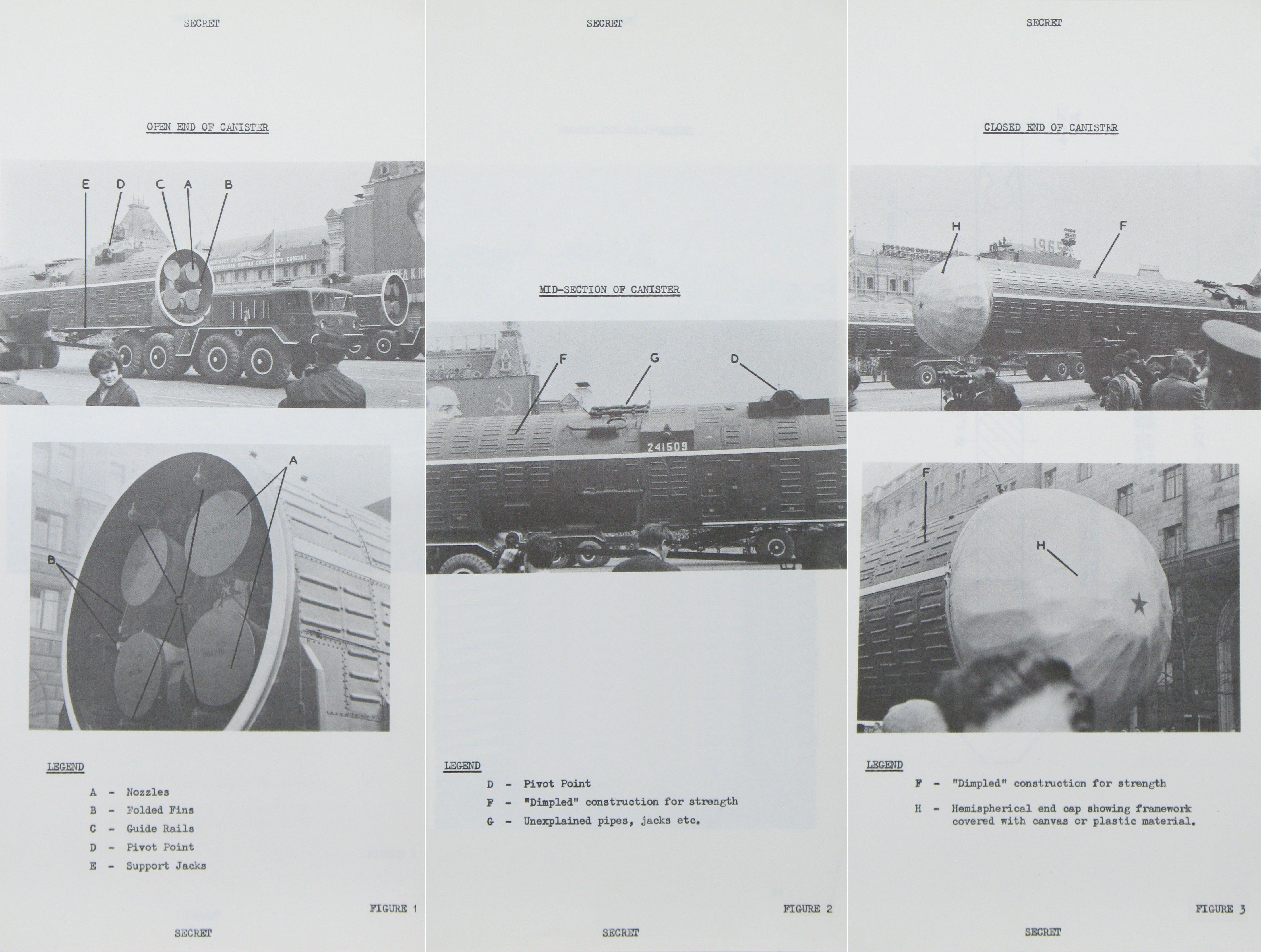
صور استخباراتية من ملف رُفعت السرية عنه عن وزارة الدفاع البريطانية لصاروخ أيه-350 في استعراض عيد العمال في الساحة الحمراء عام 1964.

مع التطورات المستمرة في نظام الدفاع الصاروخي المضاد للصواريخ الباليستية، والرادارات، والصواريخ، والرؤوس الحربية، تطور صاروخ A-35 ليصبح أيه-35إم. وقد أُضيف حرف "M" للإشارة إلى التحديث، بعد التطورات المتقدمة في عشرة معاهد سوفيتية مختلفة. وكان أحد التحديثات الرئيسية هو نظام رادار Dunay-3U المعزز بوظيفة بحث قطاعية مخصصة. إلى جانب ترقيات أخرى، أُجريت اختبارات جوية فعلية بتكوينات مختلفة بين عامي 1976 و1977. ودخلت المرحلة الثالثة من صاورخ A-35M الخدمة عام 1978.